# Deantre Prince
Deantre Antoine Prince (Charleston, 12 ottobre 2000) è un giocatore di football americano statunitense che milita nel ruolo di cornerback per i Jacksonville Jaguars della National Football League (NFL).

## Carriera universitaria
Nella sua prima stagione a Ole Miss nel 2019, Prince disputò tutte le 12 partite, di cui 3 come titolare, totalizzando 25 tackle e 2 intercetti. Disse di essersi sentito "immaturo" nel suo primo anno Ole Miss e perciò si trasferì nel 2020 al Northeast Mississippi Community College. Lì mise a segno 25 placcaggi e fu inserito nella formazione ideale della conference e nominato Junior College All-American.
Prince fece ritorno a Ole Miss nel 2021 senza borsa di studio. Quell'anno partì come titolare in 7 partite e fece registrare 46 tackle e 2 intercetti. Nel 2022 totalizzò 39 placcaggi, un intercetto e guidò la squadra con 11 passaggi deviati, partendo come titolare in tutte le 13 partite. A causa della pandemia di COVID-19 gli fu concesso un ulteriore anno di eleggibilità e Prince optò per un'altra stagione a Ole Miss nel 2023. Nel 2023 ebbe 36 tackle, 6 passaggi deviati e un intercetto. Chiuse la carriera con i Rebels con 146 placcaggi, 27 passaggi deviati e 6 intercetti. Fu invitato all'East–West Shrine Bowl e partecipò alla NFL Scouting Combine.

## Carriera professionistica

### Jacksonville Jaguars
Prince fu scelto nel corso del quinto giro (153º assoluto) del Draft NFL 2024 dai Jacksonville Jaguars.